# Ліса Елбено
Ліса Елбено (англ. Lisa Albano; нар. 24 березня 1970) — колишня американська тенісистка.
Найвищу одиночну позицію світового рейтингу — 366 місце досягла 24 червня, 1991, парну — 412 місце — 5 липня, 1993 року.

## Фінали ITF

### Одиночний розряд: 2 (1–1)
| Результат | Ранг | Дата     | Турнір                     | Покриття | Суперниця        | Рахунок  |
| --------- | ---- | -------- | -------------------------- | -------- | ---------------- | -------- |
| Поразка   | 1.   | Сер 1990 | Роенок (Вірджинія), США    | Тверде   | Джулі Шифлет     | 1–6, 2–6 |
| Перемога  | 2.   | Лис 1992 | Фріпорт, Багамські Острови | Тверде   | Карміна Хіральдо | 6–2, 6–4 |

### Парний розряд: 3 (1–2)
| Результат | Ранг | Дата     | Турнір                                     | Покриття | Партнерка          | Суперниці                       | Рахунок       |
| --------- | ---- | -------- | ------------------------------------------ | -------- | ------------------ | ------------------------------- | ------------- |
| Поразка   | 1.   | Чер 1989 | Найсвілл (Флорида), США                    | Ґрунт    | Шон Фолтс          | Алісса Файнермен Стейсі Шеффлін | 6–4, 2–6, 3–6 |
| Перемога  | 2.   | Лис 1992 | Фріпорт, Багамські Острови                 | Тверде   | Джин Лозано        | Емілі Вікейра Кароліне Стассен  | 6–4, 6–4      |
| Поразка   | 3.   | Чер 1993 | Гілтон-Гед-Айленд (Південна Кароліна), США | Тверде   | Клер Сешшинс Бейлі | Еллі Гакамі Пем Нелсон          | 3–6, 2–6      |